# Marta Kauffman
Marta Fran Kauffman (ur. 21 września 1956 w Filadelfii) – amerykańska scenarzystka i producentka filmowa, współtwórczyni serialu telewizyjnego Przyjaciele. Laureatka nagrody Emmy, także sześciokrotnie nominowana do tej nagrody.
Od 22 września 1994 do 6 maja 2004 roku stacja NBC emitowała sitcom Przyjaciele (ang. Friends), którego pomysłodawcami byli David Crane i Kauffman. Crane, Kauffman i Kevin S. Bright zajęli się również produkcją wykonawczą serialu. Twórcy Przyjaciół produkowali także inne popularne seriale telewizyjne: Sekrety Weroniki (ang. Veronica's Closet) z Kirstie Alley w roli głównej oraz Cały jej świat (ang. Jessie), w którym w roli tytułowej obsadzona została Christina Applegate. Marta pracowała również przy serialu Joey, którego była scenarzystką.
Od 2015 do 2022 roku Kauffman współtworzyła wraz z Howardem J. Morrisem netflixowy serial Grace i Frankie, z Jane Fondą i Martinem Sheenem w rolach głównych. Nakręconych zostało 7 sezonów.
Od 1984 roku Kauffman jest żoną kompozytora filmowego Michaela Skloffa, z którym ma czworo dzieci.